# Герб Зарайска
Герб Зарайска — один из официальных символов города областного подчинения Зарайск Московской области Российской Федерации. Первый герб города был утверждён в 1779 году, современный — 25 января 2018 года. Герб внесён в Государственный геральдический регистр Российской Федерации под регистрационным номером 5999.

## Описание
Официальное описание герба:
В лазоревом поле — серебряная зубчатая башня с пурпурной сквозной аркой ворот, замкнутой внизу порогом, с тремя бойницами в ряд и с отходящими в стороны древними стенами того же металла; в арке — возникающее снизу сияющее солнце (без изображения лица) с пурпурным диском и серебряными лучами; вверху и по сторонам от башни исходит сияние того же металла
Авторская группа: реконструкция герба — Константин Мочёнов (Химки); художник и компьютерный дизайн — Оксана Афанасьева (Москва); обоснование символики — Кирилл Переходенко (Конаково).

## Символика
В основе современного герба города Зарайска лежит исторический герб города Зарайска, Высочайше утверждённый 29 марта 1779 года (по старому стилю). Восстановление исторического герба города для современного городского поселения подчёркивает историческую, культурную и геральдическую преемственность, неразрывную связь многих поколений жителей города; показывает внимательное отношение зарайцев к своему наследию.
Серебро — символ чистоты, совершенства, мира и взаимопонимания.
Голубой цвет — символ чести, благородства, духовности, возвышенных устремлений; цвет бескрайнего неба и водных просторов.

## История
В 1778 году Зарайск получил сразу три монарших подарка — статус уездного города Рязанского наместничества (позже губернии), герб и новый регулярный план городской застройки. Герб Зарайска был утверждён 29 марта (9 апреля) 1779 года: «В 1-й части щита, в золотом поле, часть герба Рязанского: серебряный меч и ножны, положенные накрест; над ними зелёная шапка, какова на князе в наместническом гербе. Во 2-й части щита, в голубом поле, старая городская башня, освещённая восходящим солнцем, означающим, что сей город новым учреждением паки возобновлён». «Возобновление города», упоминаемое в описании, видимо, связано с тем, что по указу Екатерины II после пожара 1774 года Зарайск был практически полностью перестроен.
В 1862 году в рамках геральдической реформы Б.В. Кёне был составлен новый проект герба Зарайска: «В лазоревом щите червлёная зубчатая крепостная башня с открытыми воротами, за которой золотое солнце». В вольной части герб Рязанской губернии. Щит увенчан серебряной стенчатой короной и положен на два положенных накрест золотых молота, соединённых Александровской лентой. Проект не был утверждён.
15 октября 1991 года Решением №401/18 исполком городского Совета народных депутатов согласился с предложением заслуженного работника культуры РФ В.И. Полянчева и восстановил исторический герб Зарайска образца 1779 года со следующим описанием: «Щит пересечённый. В верхнем золотом поле серебряные меч и ножны, положенные косым крестом и сопровождаемые вверху зелёной княжеской шапкой с меховой опушкой. В нижнем лазоревом поле городская башня, освещённая восходящим солнцем». 22 ноября 1991 года десятая сессия городского Совета подтвердила решение исполкома горсовета о гербе.
Решением Совета депутатов городского поселения Зарайск от 18 февраля 2010 года №4/6 «О Положении о гербе муниципального образования „Городское поселение Зарайск“ Зарайского района Московской области» был утверждён герб Зарайска в его современном виде. Данный герб был переутверждён решением Совета депутатов городского округа Зарайск от 25 января 2018 г. №14/1 как герб городского округа Зарайск.

### Герб Зарайского района
С 1991 года в качестве герба Зарайского района активно использовался герб города (на основании решения сессии городского совета от 22 ноября 1991 года). 23 апреля 2008 года решением Совета депутатов Зарайского муниципального района Московской области №58/2 «О гербе муниципального образования „Зарайский муниципальный район“» был утверждён новый герб Зарайского района: «В лазоревом (синем, голубом) поле с узкой включённой червлёной (красной) главой — зубчатая мурованная башня того же цвета со сквозной аркой ворот, замкнутой внизу порогом, и с отходящими в стороны остатками стен; позади башни — восходящее золотое сияющее солнце (без изображения лица, ниже башни не показываемое); поверх границы главы башня сопровождена серебряными ножнами и обращённым вниз мечом накрест под зелёной, с золотой опушкой, шапкой, обращённой вправо». Авторы герба: идея герба — Константин Мочёнов (Химки); художник — Роберт Маланичев (Москва); компьютерный дизайн — Галина Русанова (Москва); обоснование символики — Кирилл Переходенко (Конаково). Герб был внесён в Государственный геральдический регистр под номером 4103.
В 2017 году муниципальный район преобразован в городской округ Зарайск, при этом символами городского округа стали бывшие символы Зарайского муниципального района. Однако Решением Совета депутатов ГО Зарайск № 14/1 от 25 января 2018 года в качестве герба городского округа Зарайск выступил герб городского поселения Зарайска.